# کاپوآ
کاپوآ  شهری در استان کسرتا، کامپانیا، در جنوب ایتالیا است که در ۲۵ کیلومتری شمال ناپل در لبهٔ شمال شرق دشت کامپانیا قرار دارد. کاپوآی باستان جایی بود که هم‌اکنون سانتا ماریا کاپوآ وتر قرار دارد.

## تاریخ

### تاریخ باستان
نام کاپوآ از واژهٔ اتروسکی (ایتالیای باستان) کاپه وا ریشه می‌گیرد که به معنای «شهر باتلاق‌ها» می‌باشد. بنای کاپوآ به کاتوی ارشد و به اتروسکی‌ها منسوب است و تاریخ ارائه شده حدود ۲۶۰ سال پیش از این است که به وسیلهٔ روم تسخیر شود. اگر این درست باشد، تسخیر آن به دومین جنگ کارتاژ (۲۱۱ پ. م) برنمی‌گردد اما برای تابع روم شدن کاپوآ در ۳۳۸ پ. م موقعیت تاریخ بنیان در حدود ۶۰۰ پ. م تا زمانی که قدرت اتروسک در بیش‌ترین حد خود بود. در منطقه زیستگاه‌های پرشماری از تمدن ویلانوی در زمان‌های پیش از تاریخ، موجود بود و این‌ها احتمالاً به وسیلهٔ اسکان‌ها و پس از آن به وسیلهٔ اتروسکی‌ها توسعه داده شدند.
برتری اتروسک‌ها در کامپانیا به پایانی با حملهٔ سامنیت‌ها در نیمهٔ پایانی سدهٔ پنجم پیش از میلاد رسید.
کاپوآ حدود سال ۴۲۴ پیش از میلاد به وسیلهٔ سامنایت‌ها تصرف شد و در سال ۳۴۳ پیش از میلاد، درخواست کمک روم در برابر کشورگشاهای آن نمودند.